# 吴嘉宇
吴嘉宇（1997年4月30日—），上海市嘉定人，是一名中国男子射击运动员，主攻手枪项目。

## 战绩
吴嘉宇在即将升入五年级时参加射击培训，之后他对此项目产生兴趣，并开始接受正式的训练。2010年9月，他进入上海市射击队二队，三年后升入一队。2014年8月，吴嘉宇参加了南京青奥，最终在10米空气手枪上获得第七名。2016年里约奥运后，吴嘉宇开始上升，2018年上半年，他获得两枚射击世界杯金牌，同年8月，他联同纪晓晶在亚运新设立的混合团体10米空气手枪项目上夺得金牌。